# Val-d'Isère
Val-d'Isère este o comună franceză situată în departamentul Savoie, în regiunea Auvergne-Rhône-Alpes.
Micul sat de munte din masivul Vanoise, în regiunea Haute-Tarentaise, izolat în special în perioadele de ninsoare din trecut, Val-d'Isère a devenit, datorită dezvoltării schiului începând cu anii 1930, o stațiune de sporturi de iarnă a cărei reputație o plasează printre capitalele mondiale ale schiului.
Pe pârtiile de la Daille (pârtia Oreiller-Killy, cunoscută sub numele „O.-K.”) și Face de Bellevarde, Val-d'Isère găzduiește anual etape ale Cupei Mondiale de schi alpin (Critérium de la Première Neige, organizat din 1955). Stațiunea a fost gazda competițiilor masculine de schi alpin din cadrul Jocurilor Olimpice de la Albertville din 1992 și a organizat Campionatele Mondiale de schi alpin din 2009. Domeniul său schiabil este combinat cu cel al stațiunii Tignes, sub denumirea Espace Killy, cunoscută în prezent sub numele de domeniul „Val d’Isère Tignes”.

## Geografie

### Localizare
Situată în Alpi, mai precis în zona Haute-Tarentaise, în masivul Vanoise, în Savoia, la granița franco-italiană.

### Comune limitrofe
| Tignes    |         | Rhêmes-Notre-Dame (Italia) |
|           |         | Ceresole Reale (Italia)    |
| Val-Cenis | Bessans | Bonneval-sur-Arc           |

### Hidrografie
Râul Isère își are izvorul pe teritoriul comunei, la nivelul ghețarului Sources de l'Isère, numit anterior „de la Galise”, la o altitudine de 2.600 de metri.

### Climă
Val-d'Isère, situată la o altitudine medie de 1.850 m, se află într-un climat montan subalpin. Iernile sunt reci și bogate în zăpadă, iar sezonul estival este destul de blând, cu episoade ocazionale de furtuni. Sezoanele de tranziție (aprilie și octombrie) sunt, în medie, mai umede și mai răcoroase. Cu o amplitudine termică anuală de 17 °C, climatul este clasificat ca oceanic semicontinental conform criteriilor lui Salvador Rivas-Martínez.

### Căi de comunicație și transport
Comuna Val-d'Isère este conectată cu restul țării printr-un singur drum departamental: RD 902. Acest drum traversează, la sud-est de sat, colul Iseran pentru a ajunge la Bonneval-sur-Arc, situată în valea Maurienne. Drumul departamental, de la Fornet până la colul Iseran și Bonneval-sur-Arc, este închis pe durata iernii (în general, de la începutul lunii noiembrie până la începutul lunii iunie, în funcție de condițiile de strat de zăpadă).
De asemenea, TGV-ul ajunge pe tot parcursul anului până la gara din Bourg-Saint-Maurice, iar legături cu Thalys din Londra și Bruxelles sunt organizate în timpul sezonului turistic de iarnă. Stațiunea se află la aproximativ 30 de kilometri distanță și este accesibilă prin curse regulate de autocar sau taxi.
Se poate ajunge, de asemenea, la stațiune prin aeroporturile internaționale Lyon-Saint-Exupéry (219 km - 2 h 45) și Geneva (208 km - 2 h 35), precum și prin aeroportul Chambéry-Savoie (142 km - 1 h 40). Stațiunea nu dispune de un altiport, dar are un heliport situat în La Daille (cod IATA: VAZ).
În perioadele turistice, comuna dispune de un serviciu de navete gratuite. Rețeaua acestora este formată din trei linii: "trenul roșu", cea mai importantă, "trenul albastru" și "trenul galben", care deservesc cătunele Legettaz și Joseray.
Din iarna anului 2023, a fost introdusă o nouă navetă gratuită între La Daille (Val-d'Isère) și Tignes Les Boisses (1800), numită "trenul/autobuzul violet", care operează dimineața și seara, asigurând legătura cu navetele gratuite din Tignes.

## Urbanism

### Tipologie
La 1 ianuarie 2024, Val-d'Isère este categorisită drept târg rural, conform noii grile comunale de densitate în șapte niveluri definită de INSEE (Institutul Național de Statistică și Studii Economice) în 2022. Aceasta este situată în afara unei unități urbane. În plus, comuna face parte din zona metropolitană a localității Val-d'Isère, al cărei centru comunal este. Această zonă, care cuprinde o singură comună, este încadrată în categoriile zonelor cu mai puțin de 50.000 de locuitori.

### Utilizarea terenului
Utilizarea terenurilor în comună, așa cum reiese din baza de date europeană de utilizare biogeografică a terenurilor Corine Land Cover (CLC), este marcată de predominanța pădurilor și a mediilor semi-naturale (99 % în 2018), o proporție aproape echivalentă cu cea din 1990 (98,9 %). Distribuția detaliată în 2018 este următoarea: spații deschise, fără sau cu puțină vegetație (67 %), medii cu vegetație arbustivă și/sau ierboasă (29,9 %), păduri (2,1 %), zone urbanizate (0,7 %), spații verzi artificializate, neagricole (0,3 %).

## Toponimie
Val-d'Isère, scris uneori eronat Val d'Isère, a fost desemnat inițial prin denumirea La Val de Tignes (în latină vallis Tignarum sau Vallis Tinearum), uneori chiar Laval-de-Tignes (prin contopirea articolului „L’” cu „Val”), sau Val-de-Tignes, ori pur și simplu Laval. Denumirea Laval-de-Tignes era încă utilizată în anul 1878.
Comuna a adoptat denumirea actuală și definitivă în anul 1886.
În francoprovensal, numele comunei se scrie Laval (grafia de Conflans) sau Lavâl (ORB).

## Istorie

### Evul Mediu
În Evul Mediu, parohia din Tignes, de care depinde comunitatea La Val de Tignes, făcea parte din senioria La Val d'Isère, împreună cu parohiile Montvalezan, Sainte-Foy, Villaroger și Séez, unde se afla castelul, corespunzând zonei superioare a văii Isère. Această seniorie aparținea inițial familiei de Briançon, apărută în jurul secolului al X-lea, care purta titlul de viconte de Tarentaise, conferit fie de către conții de Savoia, fie de împăratul Henric al IV-lea al Sfântului Imperiu Roman. Spre sfârșitul secolului al XIII-lea, sub domnia contelui Filip I de Savoia, teritoriile familiei Briançon au trecut sub controlul direct al casei de Savoia, care a preluat și titlul de viconte de Tarentaise.
Până la mijlocul secolului al XIII-lea, parohia Sainte-Foy includea satele Tignes și Val-d'Isère. Atunci când Tignes devine independentă, aceasta primește ca anexă Val-de-Tignes.
La 29 mai 1310, Jacquemet de Beaufort a obținut, în schimbul senioriei sale de Beaufort, senioria Val d'Isère și a cumpărat titlul de viconte de Tarentaise în 1346 de la contele Amédée V de Savoia, pentru suma de 2.000 de florini.
În secolul al XV-lea, titlul trece la familia de Duin (sau Duyn). Ulterior, în 1540, acesta este transmis lui Jean de Duyn-Mareschal. Membrii acestei familii poartă, conform textelor, numele de Mareschal (de) Duyn (de) La Val d'Isère. Posesiunile și titlurile sunt ulterior transferate, în 1795, familiei d'Allinges-Coudrée, al cărei ultim descendent, Prosper-Gaëtan d'Allinges, marchiz de Coudrée, moare la 26 februarie 1843.
Parohia a fost separată de cea din Tignes în anul 1647.

### Nașterea Val
În anul 1932 au fost puse bazele stațiunii de sporturi de iarnă odată cu înființarea unei școli de schi. Astfel, în sezonul 1932-1933, industriașul alsacian Charles Diebold s-a stabilit în sat pentru a-i învăța pe localnici „cursurile vosgiene” de schi, inspirate din armata austriacă. Venit în zonă cu doi ani mai devreme, acesta a intuit potențialul Valului și a prezentat un proiect primarului satului, Nicolas Bazile.
Primii turiști au fost găzduiți în cele patru hoteluri inițiale din sat. Dezvoltarea turistică a permis, de asemenea, satului să beneficieze de noi servicii, inclusiv deschiderea unui oficiu poștal și instalarea unei cabine telefonice. În plus, satul a fost alimentat cu apă și energie electrică.
Satul a beneficiat de o nouă șosea spre pasul Iseran, construită între 1932 și 1937. Drumul este acum deszăpezit, permițând scoaterea satului din izolare pe durata iernii.
Stațiunea a fost echipată cu un teleferic, Solaise, începând din 1942. De la acea perioadă, dezvoltarea stațiunii s-a datorat lui Jacques Mouflier, un industriaș specializat în placaj. Totuși, expansiunea a fost limitată din cauza prezenței mai multor zone predispuse la avalanșe, care erau declarate neconstruibile, ceea ce a dus la densificarea comunei fără o extindere geografică semnificativă.
Ca răspuns la această situație urbanistică, a fost propus un proiect de creare ex nihilo a unei noi stațiuni, numite Val Prariond. Acest proiect prevedea construcția de locuințe totalizând 40.000 de paturi, deservite de o nouă șosea conectată cu Italia printr-un tunel pe sub pasul Galise, în apropierea podului Saint-Charles. Cu toate acestea, negocierile cu administratorii Parcului Național Vanoise, pe al cărui teritoriu urma să fie amplasată noua stațiune și domeniul său schiabil, nu au avut succes. Zona a rămas neatinsă de orice dezvoltare umană.
La 10 februarie 1970, o avalanșă tragică a provocat moartea a treizeci și nouă de persoane în sat.
Spre sfârșitul anilor 1980, a fost construit un „sat fals-veritabil” alpin (din lemn, piatră și acoperișuri din lauze) în apropierea bisericii baroce din secolul al XVIII-lea. Ulterior, centrul satului a fost renovat cu aceleași materiale în deceniul următor.

## Populația și societatea

### Date demografice
Evoluția numărului de locuitori este cunoscută prin recensămintele populației efectuate în comună începând din 1793. Pentru comunele cu mai puțin de 10 000 de locuitori, un recensământ al întregii populații este realizat la fiecare cinci ani, populațiile legale pentru anii intermediari fiind estimate prin interpolare sau extrapolare.
În 2022, comuna număra 1572 locuitori, în creștere cu +0,13 % față de 2016 (Savoie: +3,63 %, Franța fără Mayotte: +2,11 %).
| An        | 1793 | 1822 | 1838 | 1858 | 1876 | 1886 | 1901 | 1921 | 1936 | 1962 | 1982 | 2006 | 2014 | 2022 |
| --------- | ---- | ---- | ---- | ---- | ---- | ---- | ---- | ---- | ---- | ---- | ---- | ---- | ---- | ---- |
| Populație | 278  | 665  | 480  | 297  | 274  | 277  | 198  | 196  | 201  | 1015 | 1637 | 1710 | 1601 | 1572 |

## Stațiune de schi

### Cronologia stațiunii
- Iarna 1931-1932: Începutul erei comerciale, odată cu deschiderea hotelului Maurice pentru cazarea turiștilor. Este fondată École du ski français (E.S.F.).
- Iarna 1934-1935: Crearea Sindicatului de inițiativă.
- Iarna 1936-1937: Construirea primului teleski, Rogoney, de către Gabriel Julliard și Charles-Henri Royer[40].
- Iarna 1937-1938: Fondarea Société des Téléphériques de Val d'Isère (STVI).
- 1958: Dezvoltarea schiului de vară la pasul Iseran, sub vârful Lessières, și ulterior pe ghețarul Grand Pisaillas[41].
- 10 februarie 1970: Avalanșă devastatoare la UCPA. O masă uriașă de zăpadă se desprinde de la altitudinea de 2.960 de metri, de pe Pointe du Front, în jurul orei 8 dimineața. Avalanșa traversează râul Isère și drumul pasului Iseran, oprindu-se la centrul UCPA situat la aproximativ 150 m est de biserica din vechiul sat. 39 de tineri mor dintre cei 194 de turiști aflați în centru în acel moment. De atunci, au fost realizate mai multe lucrări de protecție împotriva avalanșelor: structuri metalice pentru reținerea zăpezii, terase săpate în apropierea vârfului și un zid de beton armat acoperit cu bolovani la baza clădirii.
- Iarna 1991-1992: Organizarea probelor de schi cu ocazia Jocurilor Olimpice de iarnă din 1992 de la Albertville.
- Iarna 2008-2009: Val-d'Isère găzduiește Campionatele Mondiale de schi alpin FIS 2009.

### Prezentare
La începutul anilor 1920, stațiunea era, de fapt, doar un ansamblu de cătune. Populația era compusă exclusiv din țărani savoiarzi. Satul este situat la intersecția a trei văi, iar pășunile din jur au permis dintotdeauna o creștere de animale de bună calitate. Zăpada, nefiind atunci percepută ca un instrument comercial, făcea ca populația din Haute Tarentaise să trăiască în condiții destul de dificile. Exodul rural nu a făcut decât să agraveze situația, iar populația a început să scadă.
Datorită succesului sporturilor alpine, unii localnici s-au mobilizat pentru a transforma stațiunea într-un loc capabil să găzduiască competiții sportive. Domeniul schiabil din Val-d'Isère a atras atenția datorită masivului Solaise, care beneficiază de o expunere excelentă (spre vest), iar zăpada este mereu prezentă, altitudinea satului fiind principalul motiv.
Prima telecabină a fost construită cu ajutorul măgarilor și al muncii manuale a localnicilor, devenind una dintre cele mai rapide din țară. În această perioadă a fost creată Société des Téléphériques de Val-d'Isère (STVI). STVI-ul „istoric” a devenit ulterior SOFIVAL, o companie holding care a permis extinderea activităților dincolo de stațiune, gestionând filiale precum Montaval pentru întreținerea și instalarea instalațiilor de transport pe cablu, VALBUS pentru rețeaua de autobuze din timpul iernii și noua STVI pentru exploatarea instalațiilor de transport pe cablu din Val-d'Isère.
Este de remarcat că, în prezent, SOFIVAL, holdingul care deține STVI, a devenit un grup extrem de profitabil, deținând instalațiile de transport pe cablu din numeroase stațiuni de schi. În 2007, STVI a fost achiziționată de Compagnie des Alpes.
Șoseaua spre pasul Iseran, deschisă în iulie 1937, a permis o interconectare optimă, asigurând integrarea satului în departament. Această conectivitate a facilitat accesibilitatea satului și a stimulat expansiunea acestuia.
În timpul iernii, această șosea este închisă din cauza zăpezii (de altfel, face parte din domeniul schiabil, prin pârtiile Germain Mattis și Mangard). Totuși, odată cu sezonul estival, drumul este redeschis circulației, asigurând legătura cu Bonneval-sur-Arc și accesul la ghețarul Grand Pisaillas, unde se poate practica schiul de vară.
Pasul Iseran are o istorie importantă legată de ciclismul francez. În ultimii ani, primăria a investit în dezvoltarea infrastructurii dedicate ciclismului, instalând cronometre și panouri informative pentru cicliști.
Stațiunea de sporturi de iarnă organizează, începând din 1955, competiția Critérium de la première neige. Această competiție face parte din circuitul Cupei Mondiale FIS din 1968.
În 1992, patru probe masculine de schi din cadrul Jocurilor Olimpice de iarnă au fost organizate pe pârtia „La Face” de Bellevarde. Câștigătorii au fost:
- Austriacul Patrick Oertlieb (coborâre),
- Italianul Alberto Tomba (slalom uriaș),
- Norvegianul Kjetil Andre Aamodt (Super-G),
- Italianul Josef Polig (combinata alpină).

Între 2 și 15 februarie 2009, stațiunea a găzduit Campionatele Mondiale de Schi Alpin, eveniment marcat de numeroase dificultăți în timpul organizării, cum ar fi demisiile președintelui și directorului general al comitetului de organizare, Jean-Claude Killy și Jean-Paul Pierrat. Aceste tensiuni au determinat-o pe Roselyne Bachelot, ministrul delegat pentru Tineret și Sport, să intervină pentru a restabili ordinea și a pune capăt conflictelor dintre liderii locali din Val-d'Isère.
Femeile au concurat pe pârtia Rhône-Alpes de pe muntele Solaise, iar bărbații pe pârtia Bellevarde.

## Cultura locală și patrimoniul

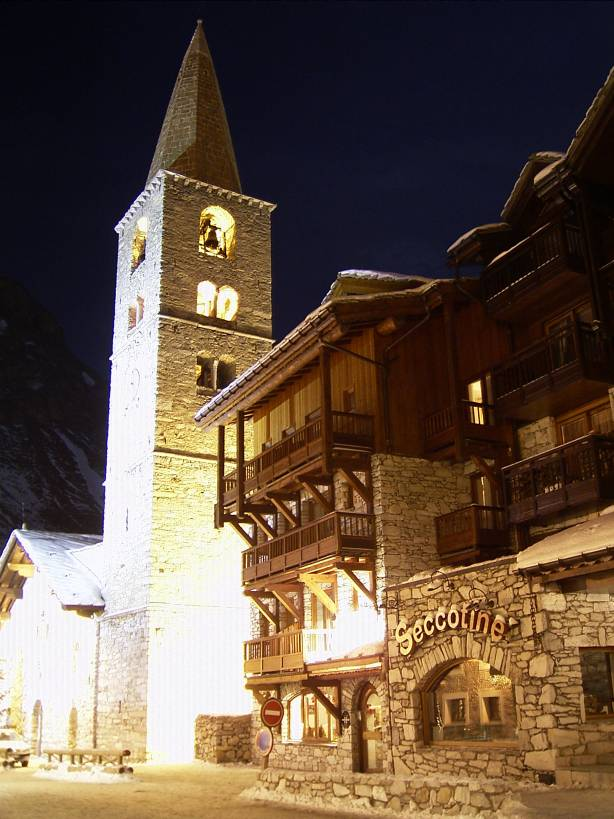
Biserica Val-d'Isère.

### Patrimoniu religios
Viața montană a locuitorilor din Alpi este profund marcată de religiozitate. În secolul al XVII-lea, arta sacră populară a adoptat stilul baroc promovat de papii mecenați. Bisericile au fost împodobite cu decorațiuni bogate și elaborate.
Piesa centrală a acestor ansambluri este altarul, realizat din lemn policrom, aurit cu foiță de aur, și decorat cu coloane răsucite, sfinți monumentali și îngeri dolofani.
Biserica barocă din Val-d'Isère (secolul al XVIII-lea)
Biserica barocă din Val-d'Isère este dedicată Sfântului Bernard de Menthon, protectorul alpinilor și patronul montagnarzilor.
Pe lângă biserica principală, în zonă se află mai multe capele:
- Capela Fornet,
- Capela Laisinant,
- Capela Joseray,
- Capela Daille,
- Capela Val-d'Isère.

### Patrimoniu cultural
Bucătăria locală este profund influențată de produsele tradiționale ale regiunii. Pe mesele din Val-d'Isère se regăsesc preparate precum:
- Diots (cârnați specifici din Savoia),
- Crozets (paste tradiționale mici, pătrate, din Savoia),
- Polenta,
- Mâncăruri pe bază de brânzeturi din Savoia, cum ar fi Beaufort sau tomme de Savoie,
- Mai rar, farçon, un preparat tradițional dulce-sărat.

### Patrimoniu natural
În spatele bisericii se află o mică grădină care adăpostește monumentul dedicat eroilor căzuți.
Val-d'Isère este situat în apropierea Parcului Național Vanoise, o zonă protejată renumită pentru biodiversitatea sa și pentru peisajele montane spectaculoase.

## Personalități
- Jean-Claude Killy (n. 30 august 1943, Saint-Cloud, Île-de-France, Franța) este un schior alpin ce a reprezentat Franța, medaliat olimpic. A participat la 2 ediții ale Jocurilor Olimpice (1964, 1968) în care a câștigat 3 medalii de aur.
- Mathieu Bozzetto (n. 16 noiembrie 1973, Chambéry, Rhône-Alpes, Franța) este un sportiv ce a reprezentat Franța, medaliat olimpic. A participat la 4 ediții ale Jocurilor Olimpice (1998, 2002, 2006, 2010) în care a câștigat o medalie de bronz.
- Marielle Goitschel (n. 28 septembrie 1945, Sainte-Maxime, Provence-Alpes-Côte d'Azur, Franța) este o schioare alpină ce a reprezentat Franța, medaliată olimpică. A participat la 2 ediții ale Jocurilor Olimpice (1964, 1968) în care a câștigat două medalii de aur și o medalie de argint.
- Christine Goitschel (n. 9 iunie 1944, Sainte-Maxime, Provence-Alpes-Côte d'Azur, Franța) este o schioare alpină ce a reprezentat Franța, medaliată olimpică. A participat la o ediție a Jocurilor Olimpice (1964) în care a câștigat o medalie de aur și o medalie de argint.
- Henri Oreiller (1925–1962) a fost un schior alpin ce a reprezentat Franța, medaliat olimpic. A participat la o ediție a Jocurilor Olimpice (1948) în care a câștigat două medalii de aur și o medalie de bronz.
- Victor Muffat-Jeandet (n. 5 martie 1989, Aix-les-Bains, Rhône-Alpes, Franța) este un schior francez ce participă la Cupa Mondială de Schi Alpin.
- Clément Noël (n. 3 mai 1997, Remiremont, Lorraine, Franța) este un schior alpin ce a reprezentat Franța, medaliat olimpic. A participat la 2 ediții ale Jocurilor Olimpice (2018, 2022) în care a câștigat o medalie de aur.